# De schat van Angkor
De schat van Angkor is het 123ste stripverhaal van Jommeke. De reeks wordt getekend door striptekenaar Jef Nys.

## Verhaal
Annemieke en Rozemieke vinden in een vuilnisbak een prachtige Oosters beeldje. Pekkie springt in een zotte bui tegen het beeldje aan. Het valt op de grond en is kapot. Tussen de scherven zit een papiertje verstopt. Niemand begrijpt een woord van wat er op staat. Professor Gobelijn ontcijfert de boodschap in een handomdraai. In een tempel in het verre Cambodja ligt de schat van Angkor verborgen. Een grote uitdaging voor onze avonturiers en door middel van twee Vliegende tonnen reizen ze richting Cambodja.
In Angkor maken de vrienden kennis met een oude schattenzoeker die hen helpt naar de schat te zoeken. Vervolgens komen ze via een ondergrondse trap bij de schat, die echter wordt gestolen door dorpelingen. Gelukkig kunnen ze de schat meteen opnieuw bemachtigen.
Tot slot wordt de schat eerlijk verdeeld.